# 2014년 동계 올림픽 러시아 선수단
2014년 동계 올림픽 러시아 선수단은 2014년 2월 7일부터 23일까지 러시아 소치에서 열린 2014년 동계 올림픽에 참가한 올림픽 러시아 선수단이다. 대회 개최국인 러시아는 공식 종목 15개 모두 참가했으며 선수 인원 232명으로 역대 동계 올림픽 러시아 선수단 중 최대 규모이다.
러시아 올림픽 위원회는 대회를 준비하면서 대한민국 출신 쇼트트랙 선수인 안현수와 미국 출신 스노보드 선수인 빅 와일드의 귀화를 추진했다. 두 선수는 이 대회에서 러시아 국가대표 선수로서 금메달 5개, 동메달 1개를 획득했다. 

## 메달 집계
| 종목 | 1 | 2 | 3 | 합계 |
| 종목 | ' | ' | ' | '    |
| 종목 | ' | ' | ' | '    |
| 종목 | ' | ' | ' | '    |
| 합계 | ' | ' | ' | '    |